# Öszvér (regényhős)
Az Öszvér egy kitalált mutáns személy Isaac Asimov Alapítvány sorozatában. Különleges képességekkel rendelkező ember ő, akinek megvan a hatalma arra, hogy „belenyúljon” mások elméjébe, és átalakítsa az érzelmeiket, legyen szó egy különálló érzésről vagy az illető összes mély és felszínes rezdüléséről. Ezt a képességét arra használja, hogy az embereket a saját ügye mellé állítsa. Ez nem kimondottan agykontroll, inkább csak finom hatás a tudatalattira – az Öszvér befolyása alatt álló emberek teljesen normálisan viselkednek, logikájuk, emlékeik és személyiségük megmarad. Ennek köszönhetően az Öszvér képessé válik a Seldon-terv megzavarására, megcáfolva Seldon feltételezését, hogy egymagában egyetlen önálló személynek sem lehet számottevő hatása a galaxis történelmére, mivel a terv a nagy tömegek tevékenységének megjósolhatóságára épül. Az Öszvér egyike a legnagyobb hódítóknak, akiket a galaxis valaha látott, birodalma a Galaktikus Birodalom rövid életű, de jelentős utódja volt.

## Története
Az Öszvér központi szerepet tölt be az Alapítvány és Birodalom valamint a Második Alapítvány című könyvekben. Az Alapítvány pereme című könyvben az is kiderül, hogy az Öszvér eredetileg a Gaia bolygóról származik, de kívülállóként, rendellenességként kezelték, mert itt a mentális képességeket csak jóra használják. Húszéves kora környékén fedezi fel mentális képességeit, és ekkor fogalmazódik meg benne az egész emberiség ellen irányuló bosszúvágy, mely a gyermekkori kiközösítésből és szenvedésből ered. Álma az egész galaxis feletti uralom.
Fokozatosan állítja fel birodalmát régi hódítások segítségével: először egy kalózbandát állít maga mellé érzelmi kontroll által, később egy egész bolygót is átalakít, a katonailag erős kalgani királyságot is meghódítja a bolygó hadurára tett mentális hatásával, legvégül pedig az Alapítványt is elfoglalja. A Galaktikus Birodalom bukása után az Alapítvány az egyetlen, ami nukleáris fegyverekkel rendelkezik. Az Öszvér ezt felhasználva könnyedén hódítja meg a szomszédos területeket, melyeknek nem volt atomenergiája. Sikerült félresöpörnie a Galaktikus Birodalom maradványait is, melyek Új-Trantor körül csoportosultak.
Felállította saját, rövid életű „Galaktikus Birodalmát” Világok Szövetsége néven, saját magát az Első Polgár címével ruházta fel, és székhelyéül Kalgant választotta.
Az Öszvér hódítása hihetetlenül gyors: legyőzi az Alapítványt és létrehozza a Szövetséget csekély öt év alatt, majd hirtelen, és látszólag minden ok nélkül megáll és ötéves konszolidáció veszi kezdetét. A valódi indok a hódítások megállítása mögött az Öszvér félelme a Második Alapítványtól, amelyről úgy tartják, hogy képes lehet legyőzni egy olyan mentális képességekkel bíró személyt, mint ő. Hari Seldon egy elejtett megjegyzése szerint a Második Alapítvány az Alapítványnak otthont adó, a határvidéken lévő Terminushoz képest „a galaxis másik végén” (a Csillagvégen) jött létre. Ugyanakkor a Második Alapítvány tényleges helyét rejtélyek övezik, sőt, a legnépszerűbb elmélet szerint nem is létezik. Ennek ellenére az Öszvér több expedíciót is elindít a Második Alapítvány felkutatására.
Ezek az expedíciók kezdetben csak kevés információval szolgálhatnak, de az utolsó, Han Pritcher és Bail Channis vezetésével különösen sikeresnek bizonyul. Végül azonban a Második Alapítvány legyőzi az Öszvért, viszonylag ártalmatlan személlyé alakítva őt, akinek nincs semmilyen ambíciója és így nem jelent többé veszélyt a Seldon-tervre.
Örökös nélkül nem sokkal az Öszvér halála után birodalma összeomlott. Semmilyen utalás nincs a nevére a valószínűleg saját maga által választott Öszvér megnevezést kivéve. Sem az Alapítvány meghódítása előtt, sem a megszállás alatt, sőt, még a Szövetség összeomlása után jó ideig senki nem látta az Öszvért, így senki nem tudta, hogyan is néz ki valójában.

## Személye
Az Öszvér külső megjelenése igen torz. Természetellenesen hosszú orra, arcán feszülő bőre, túl nyurga, ösztövér alakja, kiálló könyöke és térde komikus hatást kelt. Végtagjai furcsa szögben illeszkednek össze, amitől egy rosszul összerakott madárijesztőre hasonlít. A szeme sötétbarna és a leírás szerint mély szomorúság ül benne. Torz megjelenése miatt gyermekkora megvetéssel és szenvedéssel teli, amely keserűséget, kisebbségi érzést és bosszúvágyat eredményezett, mely érzelmek későbbi cselekedeteinek mozgatórugóivá váltak. Maga választotta neve is jelképes: utal arra, hogy mint az öszvérek, ő sem képes utódokat nemzeni, ami végül a Szövetség összeomlásához vezet. Testfelépítése miatt sokat betegeskedett, végül a Második Alapítvány című könyvben kiderül, hogy a harmincas évei környékén hal meg rossz egészsége miatt.

## Eredet
Önéletrajzában, az In Memory Yet Green-ben Asimov megemlíti, hogy az Öszvér külső megjelenésének alapja Leonard Meisel, Asimov egy barátja a második világháború alatt a philadelphiai haditengerészeti dokknál. Ha figyelembe vesszük, hogy az Alapítvány-sorozat a Római Birodalom analógiája, párhuzam állítható az Öszvér és Attila, Timur Lenk valamint Nagy Károly frank uralkodó között, de gyakran hasonlítják Augustushoz és Adolf Hitlerhez is.

## Fordítás
- Ez a szócikk részben vagy egészben a Mule (Foundation) című angol Wikipédia-szócikk ezen változatának fordításán alapul.  Az eredeti cikk szerkesztőit annak laptörténete sorolja fel. Ez a jelzés csupán a megfogalmazás eredetét és a szerzői jogokat jelzi, nem szolgál a cikkben szereplő információk forrásmegjelöléseként.